# Hugo Miethe
Hugo Miethe (* 14. Februar 1859 in Schwelm (Westf.); † 20. Jahrhundert) war Hüttendirektor in Rombach und Mitglied der ersten Kammer des Landtags des Reichslandes Elsaß-Lothringen.
Hugo Miethe, der evangelischer Konfession war, besuchte die Volksschule und das Progymnasium und diente als Einjährig-Freiwilliger.
Ab 1898 war er Hüttendirektor in Rombach. Er wurde 1902 Mitglied des Gemeinderates, 1899 Handelsrichter und 1906 Mitglied der Gewerbesteuerkommission. Er trug den Titel eines Kommerzienrates.
1911 wurde Hugo Miethe von Kaiser Wilhelm II. als Mitglied der ersten Kammer des Landtags des Reichslandes Elsaß-Lothringen ernannt.